# Czarnogłów czarniawy
Czarnogłów czarniawy (Catoscopium nigritum (Hedw.) Brid) – gatunek mchu z rodzaju czarnogłowowatych. 

## Rozmieszczenie geograficzne
Gatunek jest bardzo pospolity w pasmach górskich Skandynawii, występuje również w Kanadzie, na Grenlandii, Alasce, Wyspach Brytyjskich, Islandii, Syberii, w Alpach i Pirenejach. Gatunek odnotowano w Polsce.

## Morfologia

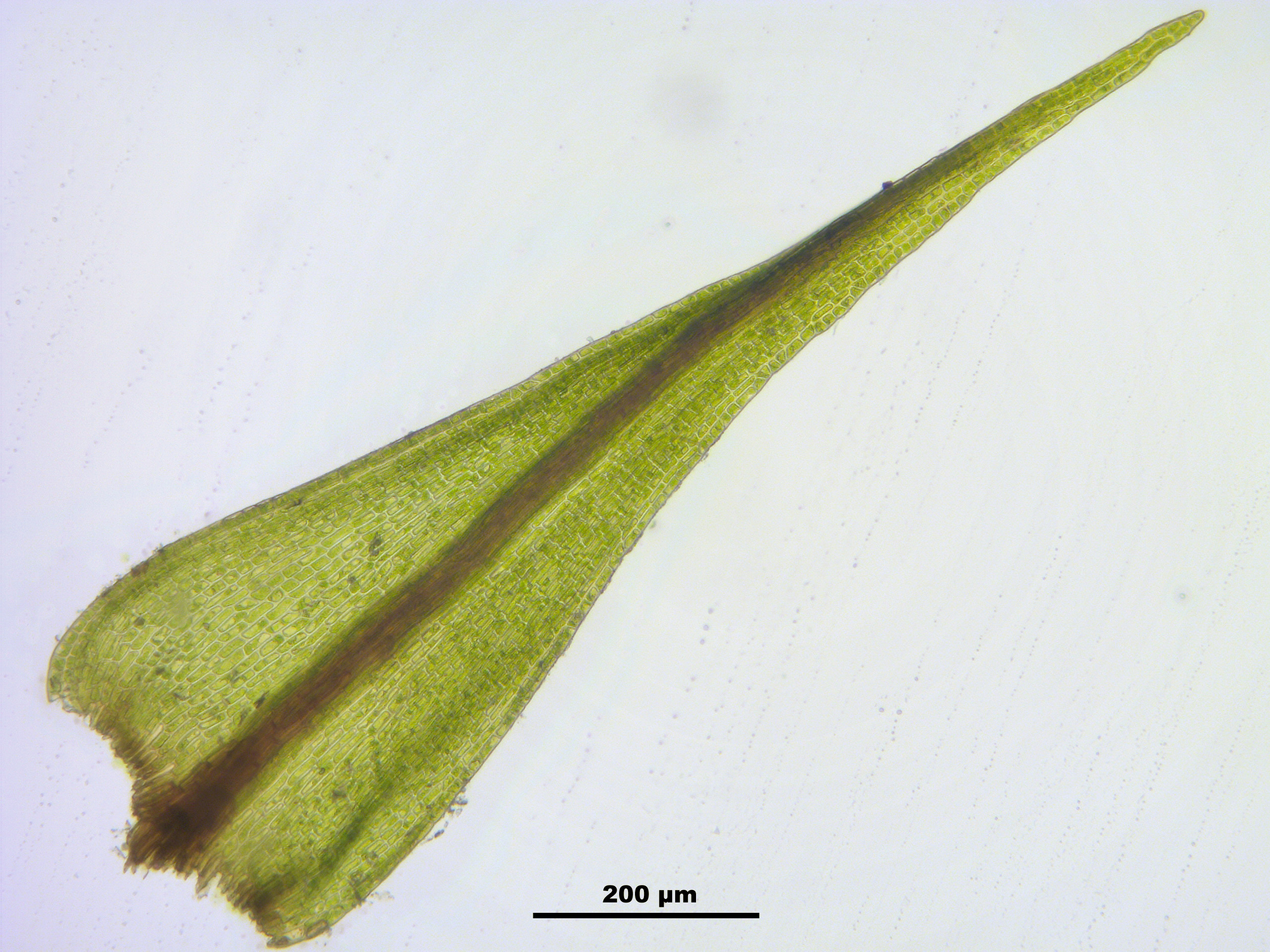
Listek

GametofitRośliny osiągają do 6 cm wysokości i mają liczne chwytniki. Tworzą gęste, zielone darnie. Listki łodyżkowe mają od 0,8 do 1,5 mm długości, są wyprostowane i lancetowate. Nerw listka sięga do wierzchołka. Komórki liści są kwadratowe i gładkie.
SporofitZarodnie mają od 0,6 do 1 mm długości, fasolkowaty kształt, są czerwono-czarne i nachylone pod kątem prostym do sety. Sety są takiego samego koloru, mają od 0,8 do 2,4 cm długości. Brodawkowate, brązowo-żółto-zielone zarodniki mają od 33 do 48 µm długości i dojrzewają późnym latem.

## Ekologia
Gatunek pospolity na terenach górskich, terenach podmokłych, obszarach wapiennych, zwłaszcza na powierzchniach, na których tworzy się tuf wapienny, wilgotnych dolinach wydm oraz na wilgotnych skałach.

## Status i ochrona
W Czerwonej księdze gatunków zagrożonych Międzynarodowej Unii Ochrony Przyrody uznawany jest za gatunek najmniejszej troski (LC – Least Concern).
Gatunek objęty jest w Polsce ochroną ścisłą od 2004 r. Jego status ochronny potwierdzony został w Rozporządzeniu Ministra Środowiska z dnia 9 października 2014 w sprawie ochrony gatunkowej roślin.